# Battaglione d'Assalto "T"
Il Battaglione d'Assalto "Tunisia" o solo Battaglione d'Assalto "T", erede del Centro Militare "T", era una unità straniera del Regio Esercito italiano, creato nel 1942 ed inquadrato nel Raggruppamento "Frecce Rosse".

## Storia

### Origini
L'idea di formare reparti arabi in funzione anti-britannica, delineata dal Servizio Informazioni Militare (SIM) e dal Comando Supremo dell'Esercito nel novembre del 1941, doveva la sua paternità ad un'informativa del generale Fedele De Giorgis del giugno 1941.
Mentre i tedeschi procedevano alla costituzione del Sonderstab F, l'intercessione diretta del Gran Mufti di Gerusalemme presso Mussolini stesso e le favorevoli condizioni createsi nel febbraio 1942 per le forze dell'Asse nel teatro dell'Africa Settentrionale spinsero il generale Ugo Cavallero, capo di stato maggiore dell'esercito, di concerto con il ministro degli affari esteri Galeazzo Ciano, ad istituire il 1º maggio 1942 il Centro Militare "A", con data di mobilitazione fissata per il 10 maggio successivo.
Il XVII Corpo d'Armata fu incaricato di formare il reparto presso il deposito del 1º Reggimento "Granatieri di Sardegna" a Roma e per alimentare il nuovo reparto si decise di ricorrere ai prigionieri di guerra arabi, raccolti nei vari campi di prigionia italiani (soprattutto da quello di Avezzano) ed ottenuti dalla Germania, nonostante l'iniziale rivalità nell'accaparrarsi arruolandi per lo stesso tipo di unità straniere.
A giugno del 1942, terminato l'addestramento del primo gruppo di volontari del Centro Militare "A", il Comando Supremo decise di sviluppare un'organizzazione più complessa, basata su Centri Militari inizialmente delle dimensioni di una compagnia di fanteria, omogenei per nazionalità, da impiegare per compiti informativi e per operazioni speciali. 

### Il Centro militare T
Il 2 luglio 1942 nasceva così il Raggruppamento Centri Militari, agli ordini di Invrea, con in organico appunto il Centro Militare "A", il Centro Militare "I" formato da personale indiano ed appunto il Centro Militare "T". Quest'ultimo doveva riunire i numerosi italiani residenti in Tunisia, da ricercare in primo luogo tra quelli già arruolati in altri reparti, conoscitori della regione tunisina e dei vari dialetti locali. 
Nella popolazione europea della Tunisia gli italiani quasi eguagliavano i francesi, tanti ancora di nazionalità italiana, ma anche alcuni che avevano chiesto la cittadinanza francese per esigenze di lavoro quando la Tunisia era ancora protettorato francese. Allo scoppio delle ostilità centinaia di italo-tunisini riuscirono a lasciare la Tunisia piuttosto avventurosamente e rientrano in patria per arruolarsi volontari nel Regio Esercito e altri lo fecero dopo l'armistizio con la Francia. L'organico inizialmente previsto era di 200-300 uomini. Il reparto fu inizialmente acquartierato nella caserma del 1º Reggimento "Granatieri di Sardegna", poi dal 5 settembre 1942 presso il Villaggio Caroni sulla via Appia Nuova L'arruolamento, l'assegnazione e l'accasermamento dei vari centri si protrasse dal 15 luglio al 5 agosto, giorno dell'insediamento del primo comandante del Centro "T", il maggiore Pasquale Ricciardi; dal giorno successivo iniziò l'attività addestrativa vera e propria. Il 23 ottobre 1942 il raggruppamento fu ridenominato Raggruppamento "Frecce Rosse".

### Il battaglione T
Il Centro Militare "T" nel quale confluirono i giovani italo-tunisini, quasi tutti nati in Tunisia, divenne il Battaglione d'Assalto "T", strutturato su tre Compagnie d'Assalto ed una Compagnia CC.NN. della Milizia Volontaria per la Sicurezza Nazionale. Dopo la trasformazione il Battaglione rimase al comando del maggiore Ricciardi, fino al 1º novembre, quando fu sostituito dal parigrado Ugo Donati. Nel frattempo l'unità intensificava l'addestramento in vista di un sempre più prossimo impiego.
Ad agosto la forza ammontava a soli 8 ufficiali, 6 sottufficiali e 22 graduati e truppa, ma a novembre già questa saliva rispettivamente a 51, 39 e 374 ma quando nel novembre del 1942 gli alleati sbarcarono in Africa nord-occidentale e la guerra coinvolse il territorio tunisino, quei giovani chiesero di andare a combattere, con le forze italo-tedesche, nella terra natale e affluirono numerosi volontari portando a dicembre la forza totale a 588 uomini. Tra costoro vi era anche il numeroso gruppo che aveva frequentato il corso da paracadutisti per essere impiegato, in un eventuale lancio in Tunisia dietro le linee nemiche, al fine di raccogliere preziose informazioni militari. Costoro infatti avevano una profonda conoscenza del territorio e delle lingue e dialetti, nonché degli usi e costumi della popolazione locale. Lo Stato Maggiore dell'Esercito tenne conto di questo loro ardente desiderio di servire la Patria e costituì un battaglione, che prese la denominazione di Battaglione "Volontari tunisini" e un nucleo selezionato, addestrato per le operazioni speciali, fu inviato nel tardo dicembre in Tunisia, al servizio del Servizio informazioni militare.
Il battaglione venne inviato in Tunisia alla fine di gennaio del 1943, insieme al Comando del Raggruppamento "Frecce Rosse", contemporaneamente all'apertura di un ufficio di reclutamento per la folta comunità italiana in Tunisia. Al battaglione si aggiunsero altri giovani italo-tunisini rimasti, nonostante la guerra, in Tunisia e che erano stati internati, e altri volontari anche da Marocco ed Algeria. La Divisione "Superga" fornì alcuni ufficiali per l'addestramento, ma poiché i volontari erano tanti, dall'Italia giunse un gruppo di ufficiali istruttori e in breve vennero formati tre battaglioni, dei quali solo il I° entrò in combattimento, mentre gli altri servirono come difesa delle coste ed aeroporti, meno 200 che entrarono nel battaglione d'assalto.

### Impiego operativo
A dicembre l'OKW comunicò agli italiani che la Wehrmacht aveva intenzione di inviare l'unità araba Deutsche-Arabische Lehr (DAL) sul fronte africano. Il Comando Supremo, per non lasciare l'iniziativa ai tedeschi, sollecitò il SIM ad affrettare i preparativi per l'invio al fronte delle unità del raggruppamento. Il 15 dicembre il Comando di Raggruppamento partì in aereo per la Tunisia per preparare l'arrivo delle truppe. Il 2 gennaio 1943 il Comando Supremo impartì l'ordine di partenza dei centri militari per quel teatro, dove sarebbero stati impiegati come normali forze di terra. I 440 uomini del Gruppo Formazioni "A" ed i 250 del Battaglione d'Assalto "T" furono assegnati alla 1ª Divisione fanteria "Superga", seguendo le sorti dei reparti italiani nella campagna di Tunisia.
Arrivato al fronte il Battaglione "T" il 25 gennaio, si scontrò con forze statunitensi, riportando 22 caduti, 43 feriti e 36 dispersi su una forza totale di 450 uomini circa e all'inizio di aprile si scontrò, nella zona di Ousseltia, con le forze della Francia libera, perdendo l'intera 2ª Compagnia. Il resto delle forze, prive di mezzi meccanizzati e di animali da soma, dovette affrontare una lunga marcia fino ai Monti Zares, dove sostenne brillantemente un altro scontro con i francesi, al comando del maggiore Leo Cataldo, arrendendosi infine l'11 maggio alla Legione straniera francese, seguendo la prigionia come tutti, ma con l'aggravante che loro e le famiglie subirono angherie e violenze da parte dei francesi, in quanto considerati traditori.

### Scioglimento
A fine maggio i superstiti ed il personale rimasto in patria era operativo a Roma ed assegnato alla difesa della capitale. L'unica compagnia tunisina superstite confluì nel Gruppo Formazioni "A", che venne trasformato il 15 agosto 1943 in Battaglione d'Assalto Motorizzato. Il battaglione fu dotato di 24 camionette AS42 "Metropolitane" e di 16 AS43 da. Prese parte alla difesa di Roma nei giorni seguenti l'armistizio di Cassibile dell'8 settembre 1943.

## Uniforme
L'uniforme del personale dei tre Centri Militari era costituita dalla "sahariana" coloniale d'ordinanza italiana, camicia e pantaloni da paracadutista, tutto in tela (la versione estiva) o panno (l'invernale) color cachi. Per tutti i distintivi di grado erano quelli del Regio Esercito e gli ufficiali in particolare utilizzavano le controspalline coloniali, nere con bordate di rosso.
Per quanto riguarda il Centro "T", il personale nazionale indossava la Bustina Coloniale Mod. 42, con visiera e coprinuca. Il fregio era per tutti la granata nera dei granatieri, mentre la mostrina riproduceva il tricolore italiano ed era dotata di stelletta, essendo tutto il personale di cittadinanza italiana.
Con la trasformazione in Raggruppamento "Frecce Rosse" fu adottato un nuovo fregio in filo di rayon rosso, costituito da un cerchio ed un serto di alloro racchiudenti un fascio di tre frecce. Questo nuovo fregio era indossato sulla bustina e sull'elmetto, mentre gli ufficiali continuavano a portarlo sul braccio. L'uniforme e le mostreggiature rimasero invariate. Le principali variazioni per il Battaglione d'Assalto "T" furono il nuovo fregio sulle bustine e fregio degli arditi sul braccio.
La Compagnia CC.NN. del si distingueva per il fez nero, la camicia nera e le fiamme nere con fascetti littori (intersecati con la "M" rossa per il personale proveniente dai Battaglioni M) sul bavero al posto delle mostrine tricolori con le stellette.
Il Plotone paracadutisti si fregiava del relativo distintivo italiano, formato da un paracadute in filo di rayon bianco cucito sull'avambraccio sinistro, e portavano le rispettive mostrine accorciate, che sottopannavano quelle azzurre delle divisioni paracadutisti

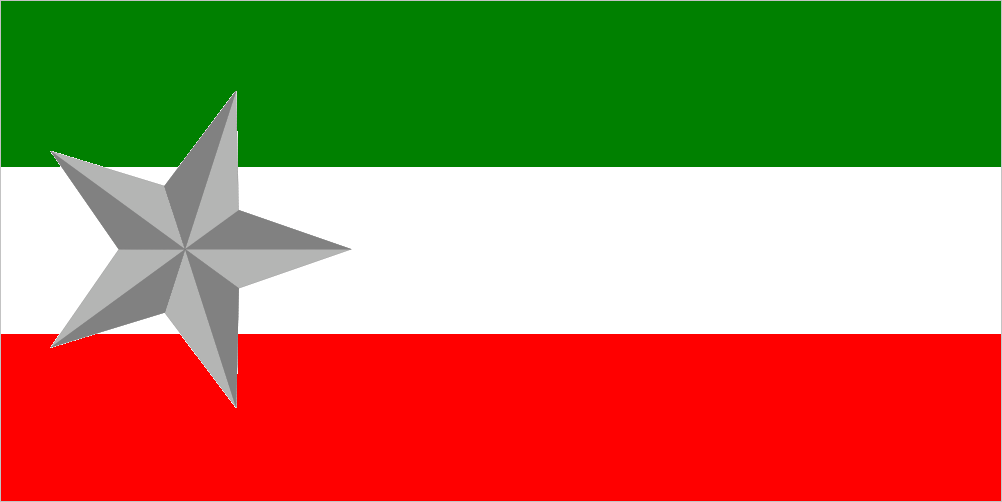
Mostrina del Centro T (per nazionali)

## Equipaggiamento
I reparti del Raggruppamento erano equipaggiati con armi e buffetterie d'ordinanza del Regio Esercito. A differenza della fanteria ordinaria, erano dotati di armi automatiche in luogo del normale fucile Carcano Mod. 91. Le unità, pensate come unità leggere, non erano dotate di armi di accompagnamento e controcarro. L'armamento individuale e di reparto comprendeva:
- mitra Beretta MAB 38: calibro 9 mm;
- baionetta-pugnale Mod. 38;
- tromboncino lanciabombe Mod. 43[24]: da 30 mm, copia del tedesco GwGrGer M43 (Gewehrgranatgerät M43);
- fucile mitragliatore Breda Mod. 30: calibro 6,5 mm;
- pistola semiautomatica Beretta M34: calibro 9 mm;
- pugnale Mod. 1935 da Marcia[25] (solo per la Compagnia CC.NN. del Battaglione d'Assalto "T");
- elmetto M33.